# The Short Films of David Lynch
The Short Films of David Lynch er en samling af DVDfilm af den amerikansk filmskaber David Lynch fra 2002.
I 1970 skabte filmskaberen David Lynch filmen The Grandmother. Han fik $5000 fra American Film Institute til at producere The Grandmother, der handlede om en forsømt dreng der "gror" en bedstemor fra et frø. Den 30-minutters lange film indeholdt mange elementer, der ville blive Lynchs varemærker, herunder foruroligende lyd, foruroligende surrealistisk billedsprog og et fokus på ubevidste begær.